# Protestantyzm w Karolinie Południowej

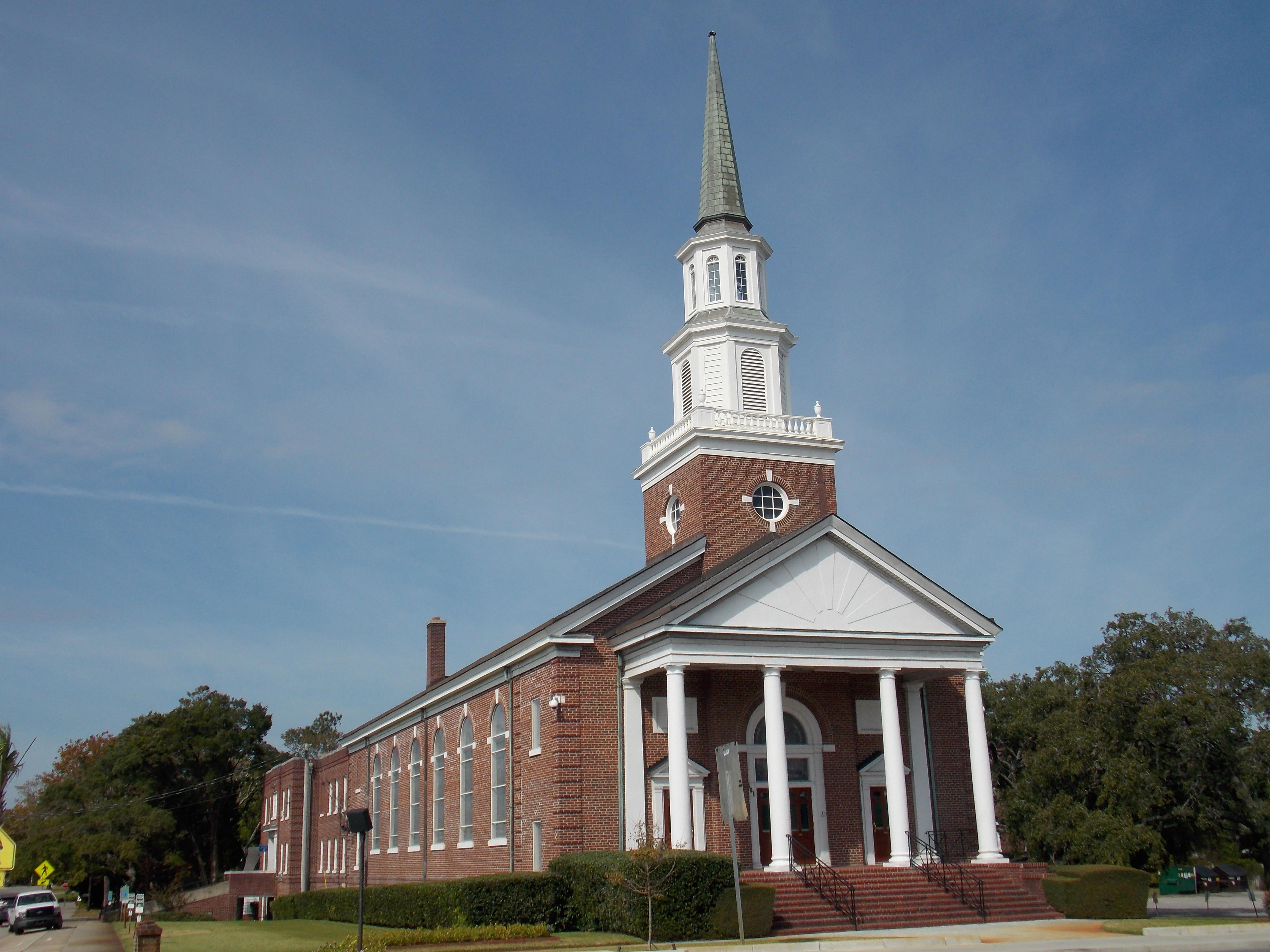
Pierwszy Kościół Baptystyczny w Myrtle Beach

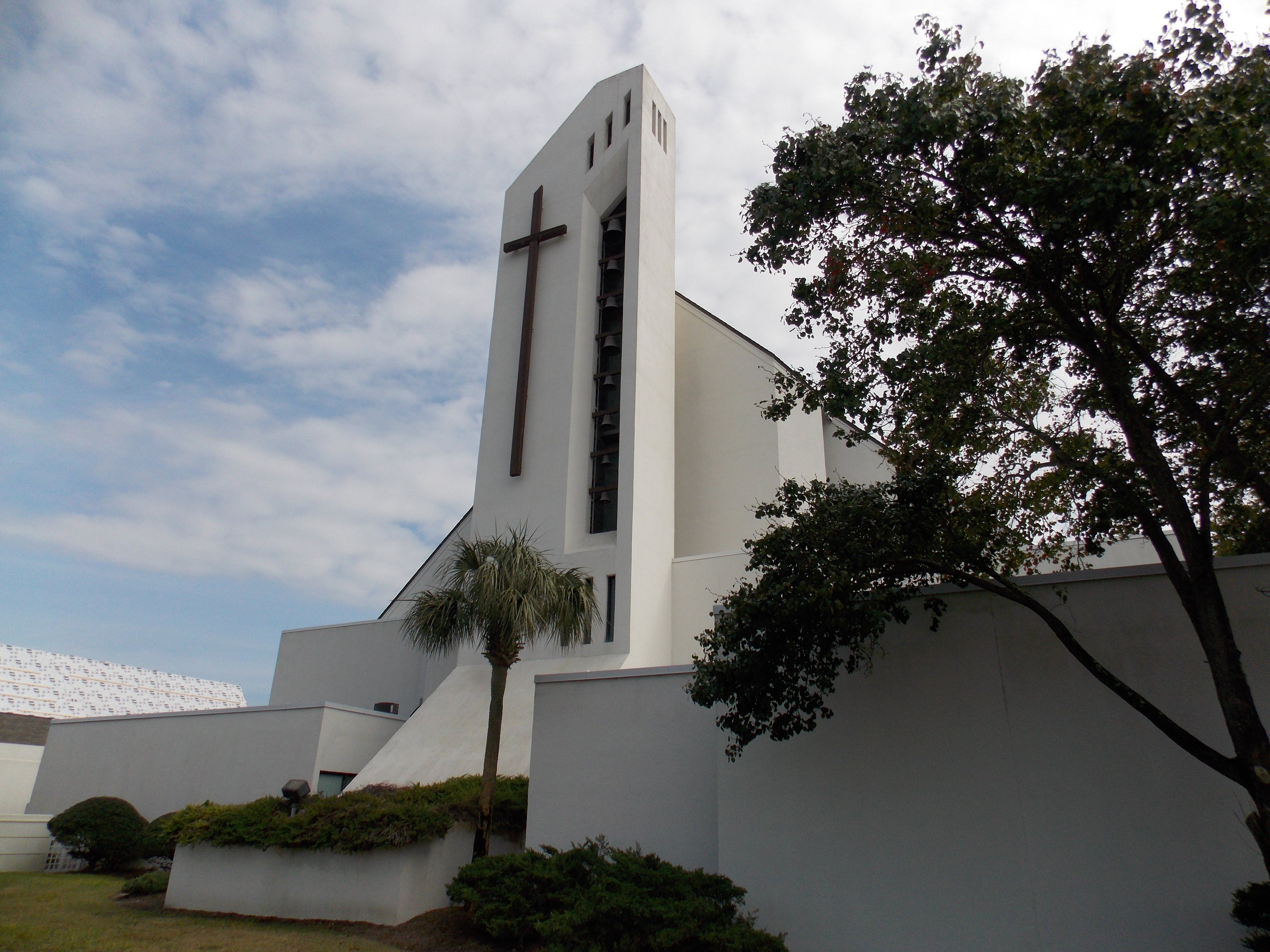
Kościół baptystyczny w Myrtle Beach

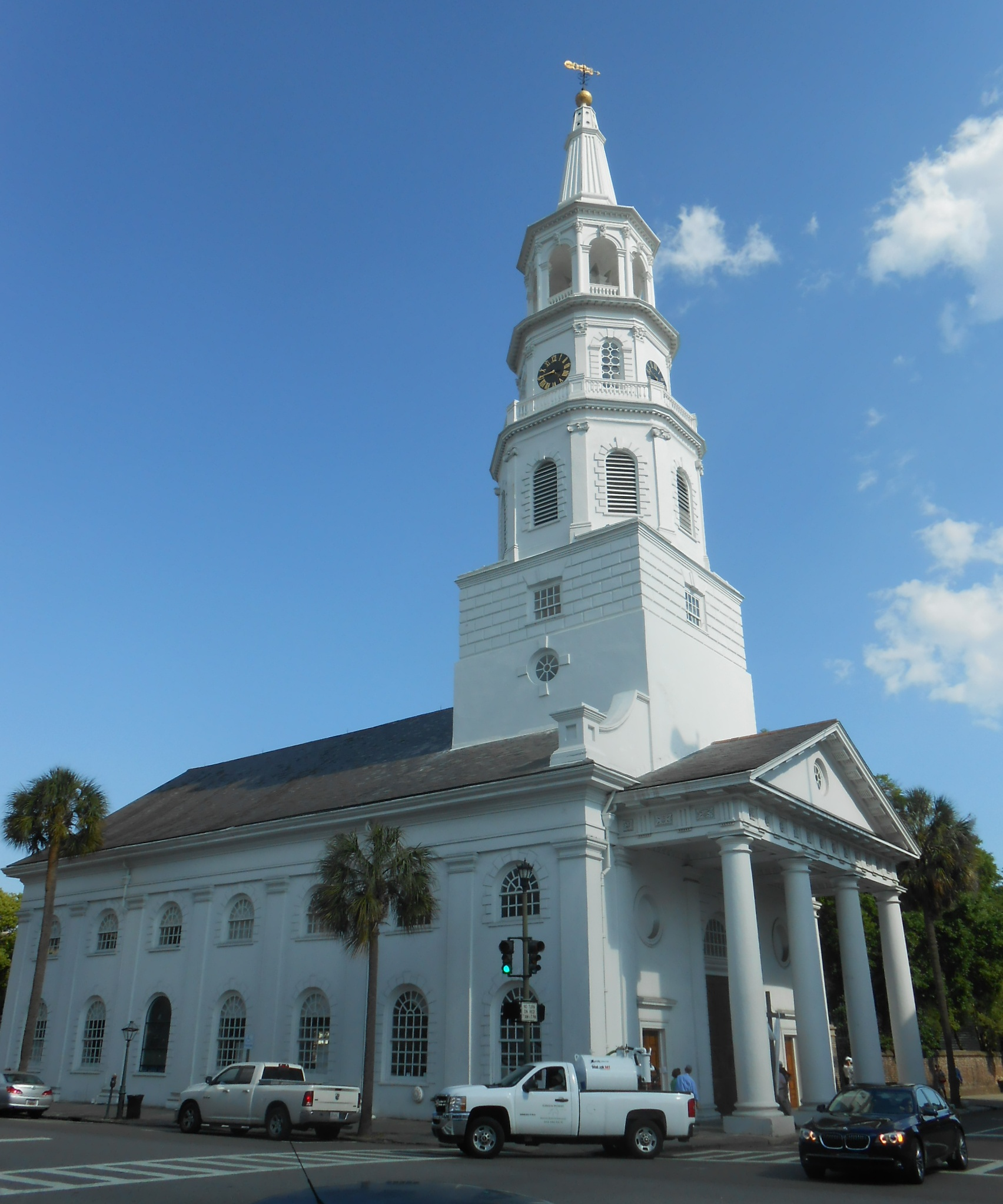
Kościół episkopalny w Charleston

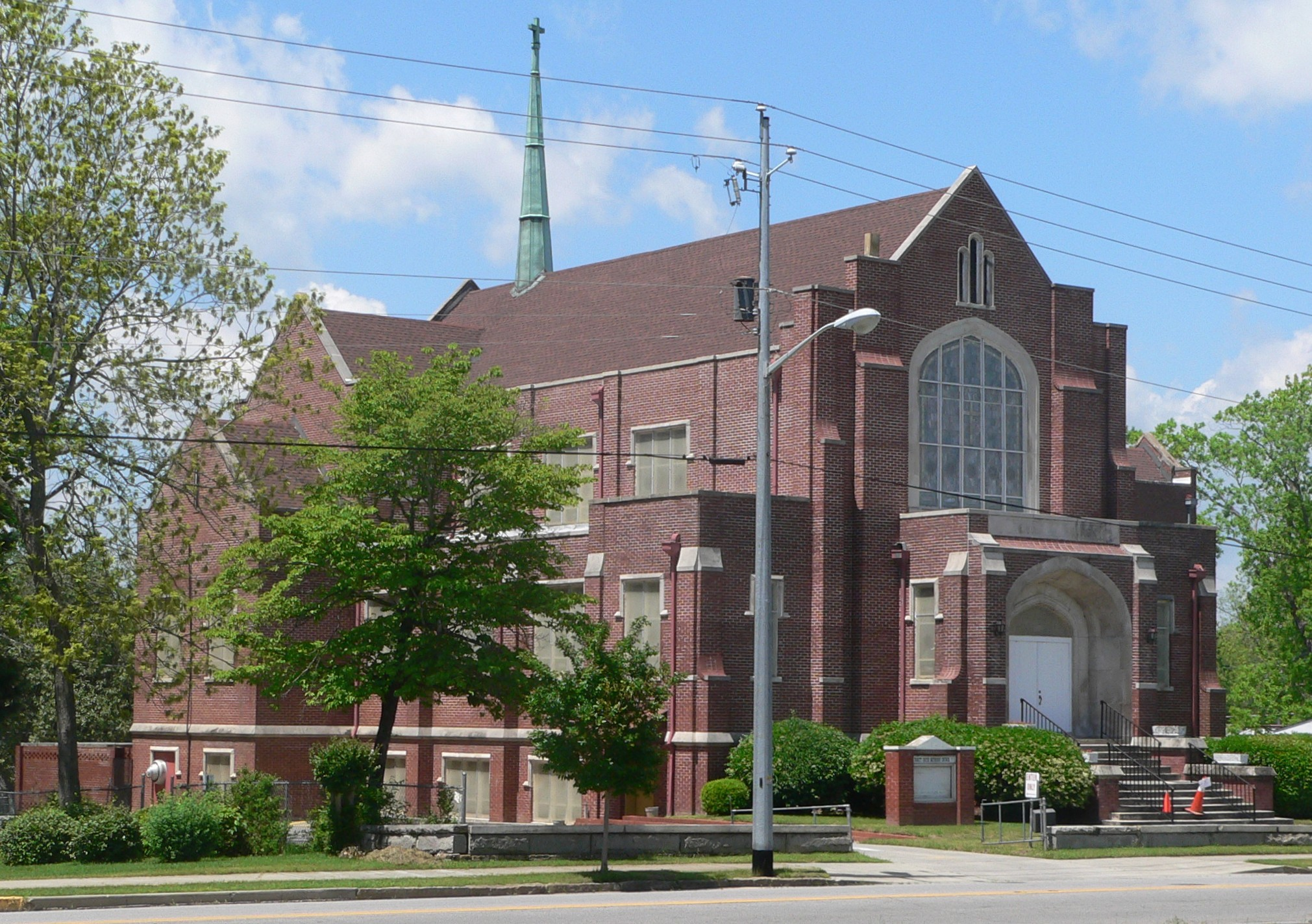
Zjednoczony Kościół Metodystyczny Trójcy w Orangeburgu

Protestantyzm w Karolinie Południowej – wyznawcy protestanckich wspólnot religijnych w amerykańskim stanie Karolina Południowa stanowią 66% ludności. Protestantyzm reprezentowany jest przez trzy główne nurty: ewangelikalizm (35%), protestantyzm głównego nurtu (16%) i historycznych czarnych protestantów (15%). Największe wyznania stanowią: baptyści (34%), metodyści (9%), bezdenominacyjni (7%) i zielonoświątkowcy (6%). Inne mniejsze grupy to: prezbiterianie, anglikanie, luteranie, campbellici, adwentyści dnia siódmego, unitarianie i kongregacjonaliści.
Według sondażu Pew Research Center w 2014 roku odpowiedzi mieszkańców stanu na pytania w sprawie wiary były następujące:
- 74% – „Absolutnie, na pewno wierzę w Boga”,
- 16% – „Prawie na pewno wierzę w Boga”,
- 3% – „Niezbyt pewnie wierzę w Boga”,
- 1% – „Nie wiem, czy wierzę w Boga”,
- 5% – „Nie wierzę w Boga”,
- 2% – inna odpowiedź.

## Dane statystyczne
Największe wspólnoty protestanckie w stanie Karolina Południowa według danych z 2010 roku:
| Lp. | Kościół                                                | Liczba zborów | Liczba członków | Procent ludności |
| --- | ------------------------------------------------------ | ------------- | --------------- | ---------------- |
| 1.  | Południowa Konwencja Baptystyczna                      | 2110          | 913 763         | 19,76%           |
| 2.  | Zjednoczony Kościół Metodystyczny                      | 1016          | 274 111         | 5,93%            |
| 3.  | Bezdenominacyjni protestanci                           | 826           | 241 583         | 5,22%            |
| 4.  | Afrykański Kościół Metodystyczno-Episkopalny           | 564           | 120 854         | 2,61%            |
| 5.  | Kościół Prezbiteriański USA                            | 318           | 91 064          | 1,97%            |
| 6.  | Narodowa Konwencja Baptystyczna USA                    | 185           | 64 925          | 1,4%             |
| 7.  | Kościół Boży (Cleveland)                               | 293           | 62 068          | 1,34%            |
| 8.  | Zielonoświątkowy Kościół Świętości                     | 259           | 56 230          | 1,22%            |
| 9.  | Kościół Episkopalny                                    | 130           | 54 615          | 1,18%            |
| 10. | Kościół Ewangelicko-Luterański w Ameryce               | 163           | 53 916          | 1,17%            |
| 11. | Kościół Prezbiteriański w Ameryce                      | 110           | 25 461          | 0,55%            |
| 12. | Progresywna Narodowa Konwencja Baptystyczna            | 44            | 23 963          | 0,52%            |
| 13. | Afrykański Kościół Metodystyczno-Episkopalny Syjonu    | 138           | 21 956          | 0,47%            |
| 14. | Zbory Boże                                             | 118           | 21 606          | 0,47%            |
| 15. | Kościoły Chrystusowe                                   | 127           | 13 816          | 0,3%             |
| 16. | Kościół Nazarejczyka                                   | 66            | 11 886          | 0,26%            |
| 17. | Kościół Adwentystów Dnia Siódmego                      | 75            | 11 210          | 0,24%            |
| 18. | Stowarzyszenie Kościoła Reformowano-Prezbiteriańskiego | 65            | 10 567          | 0,23%            |
| 19. | Chrześcijański Kościół Metodystyczno-Episkopalny       | 42            | 7937            | 0,17%            |
| 20. | Kościół Boży w Chrystusie                              | 36            | 6722            | 0,15%            |
| 21. | Kościół Chrześcijański (Uczniowie Chrystusa)           | 43            | 6591            | 0,14%            |
| 22. | Kościół Bożych Proroctw                                | 117           | 5790            | 0,13%            |
| 23. | Narodowe Stowarzyszenie Wolnej Woli Baptystów          | 118           | 5770            | 0,12%            |
| 24. | Kościół Wesleyański                                    | 62            | 5463            | 0,12%            |
| 25. | Narodowa Konwencja Baptystyczna Ameryki                | 12            | 4976            | 0,11%            |
| 26. | Kościoły Chrześcijańskie i Kościoły Chrystusowe        | 35            | 4919            | 0,11%            |
| 27. | Narodowa Misyjna Konwencja Baptystyczna                | 27            | 4845            | 0,1%             |
| 28. | Kościół Anglikański w Ameryce Północnej                | 54            |                 |                  |
| 29. | Południowy Kościół Metodystyczny                       | 54            |                 |                  |
| 30. | Zielonoświątkowy Kościół Świętości Chrztu Ogniem       | 53            |                 |                  |
| 31. | Zjednoczony Kościół Zielonoświątkowy                   | 46            |                 |                  |